# ترومای حاد

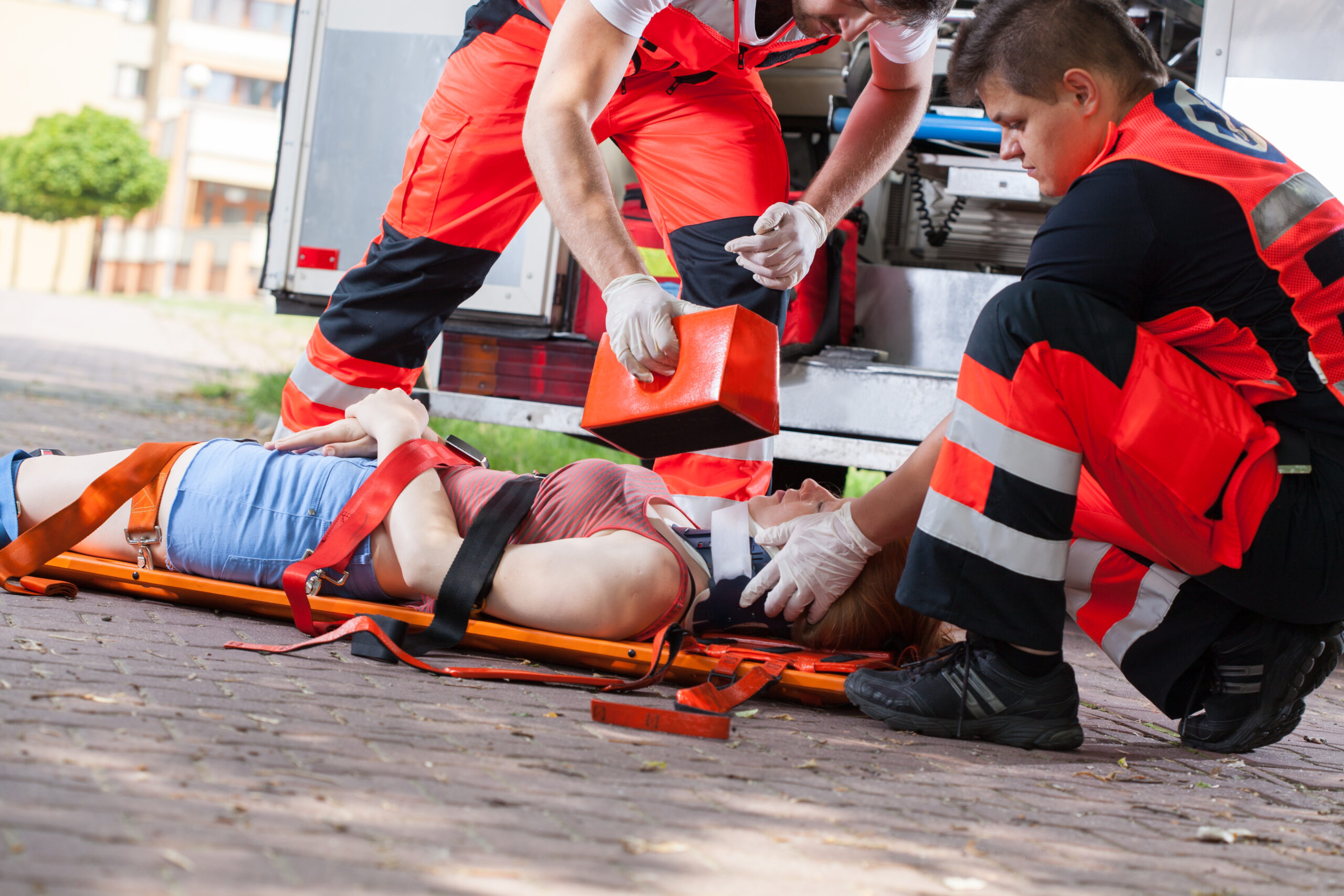
جا به جایی بیمار ترومایی با استفاده از تجهیزات مربوط

ضربه یا تروما (به انگلیسی: Trauma) در دانش پزشکی به هر نوع ضربه، جراحت، شوک، آسیب و حادثه وارد شده بر بدن گفته می‌شود، مشروط به اینکه از خارج به بدن وارد شده باشد و عامل درونی، علت ایجاد آسیب نباشد. از سال ۱۹۶۷ میلادی افراد آسیب دیده ترومایی به عنوان یک بیمار و نه یک حادثه دیده مورد توجه قرار گرفتند با این وضعیت بخش اورژانس و مراقب‌های پزشکی تغییرات مهم و مثبتی انجام دادند. تروما چهارمین عامل آماری در مرگ و میر در جهان شناخته می‌شود.
تروما هر آسیبی است که در اثر افزایش انرژی ورودی به بدن ایجاد شود. این انرژی ممکن است از نوع ضربه مکانیکی، حرارتی (سوختگی)، شیمیایی یا نوع دیگر باشد.
اهمیت تفاوت این موضوع در اورژانس و فوریت‌های پزشکی مشخص می‌شود، مثلاً در برخورد با بیمار دچار سنکوپ یا شوک، اگر عامل آن بیماری باشد، امدادگر به راحتی می‌تواند اقدام به جا به جایی بیمار کند، ولی در شرایط تروما، به علت وجود احتمال آسیب‌های شدید مانند قطع نخاع، هر نوع جا به جایی و حرکت بیمار بدون حمایت و ثابت نموندن بدن و توسط اشخاص غیر مجرب ممنوع است.
تروما را می‌توان بر اساس مکانیسم آسیب (حوادث ترافیکی، سقوط، حوادث منزل…) محل آسیب (سر، شکم و…) یا بر اساس ویژگی‌های عامل ایجاد کننده تروما (ترومای نافذ شکم (یا شی برنده) یا ترومای غیر نافذ (بلانت) و همچنین ترومای حرارتی یا فشاری (باروتروما) و غیره تقسیم بنده نمود.

## پیشگیری و درمان
در مبحث تروما اقدامات پیشگیرانه طولانی مدت و برنامه‌ریزی شده امکان‌پذیر نیست. در این امر فقط احتیاط و مراقبت شرط است اما احتیاط هم نمی‌تواند به‌طور کامل مؤثر باشد چرا که عوامل خارجی در تروما حرف اول و اصلی را می‌زنند و هیچ عاملی درونی باعث تروما نمی‌شود.
در بیماران ترومایی مهم‌تر از درمان، زمان و نوع انتقال بیمار به مراکز بهداشتی و اورژانس و مراقبت‌های اولیه است. در واقع اهمیت مقابله با تروما در اورژانس و فوریت‌های پزشکی مشخص می‌شود. به گزارش سیناپرس، برای نمونه فردی که دچار سنکوپ یا شوک می‌شود اگر عامل ایجاد آن بیماری و از درون فرد بیمار باشد امدادگر به آسانی می‌تواند بیمار را جابه‌جا کرده و اقدامات درمانی را شروع کند اما اگر عامل تروما باشد، به علت وجود احتمال آسیب‌های شدید مانند قطع نخاع، هر نوع حرکت و جابجایی بیمار توسط اشخاص غیر مجرب یا بدون حمایت و ثابت نمودن اعضای حساس بدن ممنوع است. محققان مرکز پزشکی دانشگاه آلاباما در بیرمنگام انگلستان در جدیدترین تحقیقات خود دریافتند که آگاهی والدین از نشانه‌های آسیب‌های مغزی یا نخاعی باعث می‌شود تا با اقدامات لازم (حتی حرکت ندادن و جابه‌جا نکردن بیمار) پیش از حضور امدادگران اورژانس به مراقب‌های درمانی و نتیجه کار کمک به سزایی کنند.
پژوهشگران دانشگاه ماساچوست در ایالات متحده آمریکا طی تحقیقات اخیر خود دریافتند افزایش شانس بهبود، جراحی موفق و درمان زخم‌های خارجی شکم، به طرز معناداری بیشتر از زمان مشابه و نحوه بهبود زخم‌های داخلی است.
پژوهشگران دانشگاه یوتای آمریکا نیز در مطالعات اخیر خود به این نکته پی بردند که در روند درمان تروما و زخم‌های ایجاد شده در بدن، به ویژه در زخم‌های داخلی و آسیب‌های وارد شده به لوزالمعده، عوامل پیش‌بینی کننده مرگ و میر مستقل عبارتند از: سن، میزان شدت آسیب و تعداد گلبول‌های قرمز.

## باورهای غلط
نزدیکترین اورژانس مناسب‌ترین محل برای انتقال بیمار ترومایی و آسیب دیده‌است: این باور غلط است چرا که در بیماران ترومایی با توجه به نوع آسیب و شدت آن باید اقدامات اولیه بهداشتی و مراقب‌ها را انجام داد که ممکن است در نزدیک‌ترین اورژانس امکانات لازم برای این بیمار ترومایی وجود نداشته باشد. در حقیقت مؤثر بودن مراقب‌های درمانی بیمار ترومایی از پیگیری روند درمان در اورژانس آغاز شده و ادامه پیدا می‌کند.
مصرف سوپ پای مرغ و قلم گاو برای ترومای زانو و استخوان: پزشکان معتقدند که این باور که در میان عموم مردم رواج پیدا کرده نادرست است و بیشتر از اینکه سودمند واقع شود امکان بدتر شدن عارضه به ویژه برای آسیب دیدگی زانو را دارد چرا که این غذاها از چربی بالایی برخوردارند و وزن بیمار را افزایش می‌دهند.
افزایش وزن در جراحت‌های زانو و استخوان مشکلات بیشتری برای بیمار ایجاد خواهد کرد. برای استفاده از این غذاها با پزشک بیمار مشورت کنید. منبع

## دسته‌بندی
تروما را می‌توان براساس محل آسیب مانند ترومای سر، ترومای شکم و جُز اینها تقسیم‌بندی کرد یا بر اساس وی‍ژگی‌های عاملِ ایجادکنندهٔ تروما مانند ترومای نافذ شکم (مثلاً با شیء بُرنده) یا ترومای غیرنافذ (بلانت) و همچنین ترومای حرارتی یا فشاری (باروتروما) و جُز اینها نام‌گذاری کرد.
- پلی تروما
- ترومای سر
- ترومای سینه
- ترومای شکم
- ترومای صورت
- ترومای طناب نخاعی
- ترومای لگن
- ترومای بافت نرم